# Witali Witaljewitsch Karamnow
Witali Witaljewitsch Karamnow (russisch Виталий Витальевич Карамнов; * 8. August 1989 in Moskau, Russische SFSR, Sowjetunion) ist ein russischer Eishockeyspieler, der seit 2024 beim HK Almaty in der kasachischen Eishockeymeisterschaft unter Vertrag steht. Sein Vater Witali war ebenfalls ein professioneller Eishockeyspieler.

## Karriere
Witali Karamnow begann seine Karriere als Eishockeyspieler in seiner Heimatstadt in der Nachwuchsabteilung des HK Dynamo Moskau, für dessen zweite Mannschaft er von 2005 bis 2007 in der drittklassigen Perwaja Liga aktiv war. In der Saison 2006/07 gab der Center sein Debüt für Dynamos Profimannschaft in der Superliga, wobei er in zwei Spielen punkt- und straflos blieb. Die Saison 2007/08 verbrachte er bei den Everett Silvertips, die ihn beim CHL Import Draft 2007 als 60. und letzten Spieler der ersten Rund zogen und für die er in der kanadischen Juniorenliga Western Hockey League in 61 Spielen zehn Tore erzielte und 15 Vorlagen gab. Anschließend kehrte er zu seinem Heimatverein Dynamo Moskau zurück, für den er in der Saison 2008/09 in der neu gegründeten Kontinentalen Hockey-Liga ein Tor in elf Spielen erzielte und im Dezember 2008 auch den Spengler Cup gewann. In der folgenden Spielzeit absolvierte der Rechtsschütze weitere sieben Spiele für Dynamo Moskau in der KHL, in denen er zwei Torvorlagen gab. Die gesamte restliche Spielzeit verbrachte er allerdings bei deren Juniorenmannschaft in der multinationalen Nachwuchsliga Molodjoschnaja Chokkeinaja Liga. In 42 Spielen erzielte er in der MHL 21 Tore und gab 24 Vorlagen.
Für die Saison 2010/11 wechselte Karamnow innerhalb der KHL zum lettischen Verein Dinamo Riga. Für diesen spielte er anschließend regelmäßig in der KHL, während er für deren Partnerteam HK Riga parallel in der MHL auflief. Zur folgenden Spielzeit wurde er vom HK WMF Sankt Petersburg aus der Wysschaja Hockey-Liga, der neuen zweiten russischen Spielklasse, verpflichtet, wo sein Vater als Assistenztrainer angestellt war. 2012 folgte er seinem Vater zum KHL-Neuling HC Lev Prag. 2013 trennten sich die Wege von Vater und Sohn wieder und der Filius kam über die Stationen HK Sibir Nowosibirsk, Jermak Angarsk und Sokol Krasnojarsk 2016 zum HK Dynamo Sankt Petersburg, mit dem er 2018 die Wysschaja Hockey-Liga gewann. Anschließend spielte er für die Ligakonkurrenten HK Jugra Chanty-Mansijsk und HK Saryarka Karaganda, bevor er sich im Herbst 2019 dem HK Donbass Donezk anschloss, mit dem er 2021 ukrainischer Meister wurde. Nach diesem Erfolg zog es ihn in die rumänische Eishockeyliga, in der er zwei Jahre für Háromszéki Ágyúsok uf dem Eis stand. Nachdem er ein Jahr lang vereinslos gewesen war, wurde er 2024 vom HK Almaty aus der kasachischen Eishockeymeisterschaft verpflichtet.

### International
Für Russland nahm Karamnow an der U18-Junioren-Weltmeisterschaft 2007 teil, bei der er mit seiner Mannschaft die Goldmedaille gewann. Zu diesem Erfolg trug er mit drei Torvorlagen in sieben Spielen bei.

## Erfolge und Auszeichnungen
- 2007 Goldmedaille bei der U18-Junioren-Weltmeisterschaft
- 2008 Gewinn des Spengler Cup mit dem HK Dynamo Moskau
- 2018 Gewinn der Wysschaja Hockey-Liga mit dem HK Dynamo Sankt Petersburg
- 2021 Ukrainischer Meister mit dem HK Donbass Donezk

## Statistik
(Stand: Ende der Saison 2010/11)